# Wybory (film)
Wybory – amerykańska komedia z 1999 roku na podstawie powieści Toma Perrotty.

## Obsada
- Matthew Broderick – Jim McAllister
- Reese Witherspoon – Tracy Enid Flick
- Chris Klein – Paul Metzler
- Jessica Campbell – Tammy Metzler
- Molly Hagan – Diane McAllister

- Mark Harelik – Dave Novotny

- Delaney Driscoll – Linda
- Frankie Ingrassia – Lisa Flanagan
- Joel Parks – Jerry Slavin
- Colleen Camp – Judith R. Flick
- Phil Reeves – Dr Walt F. Hendricks, dyrektor
- Matt Malloy – Ron Bell, wicedyrektor

## Nagrody i nominacje
Oscary za rok 1999
- Najlepszy scenariusz adaptowany – Alexander Payne, Jim Taylor (nominacja)

Złote Globy 1999
- Najlepsza aktorka w komedii lub musicalu – Reese Witherspoon (nominacja)

Nagroda Satelita 1999
- Najlepsza komedia lub musical (nominacja)
- Najlepsza aktorka w komedii lub musicalu – Reese Witherspoon (nominacja)